# Harold Huber
Harold Huber, född 5 december 1909 i New York, död 29 september 1959 i samma stad, var en amerikansk skådespelare. Huber medverkade under åren 1930-1957 i över 90 Hollywoodfilmer, ofta i skurkroller.

## Filmografi, urval
- 1932 – Tändstickskungen
- 1933 – Kvinnor utan män
- 1933 – Förvildad ungdom
- 1934 – Den gäckande skuggan
- 1934 – Hett om öronen
- 1935 – Den stora razzian
- 1935 – Marietta
- 1936 – San Francisco
- 1936 – Klondike Annie
- 1937 – Charlie Chan på Broadway
- 1938 – A Slight Case of Murder
- 1940 – Det går som en dans
- 1940 – Spöket reser hem
- 1950 – I dansens virvlar